# Szomód
Szomód is een plaats (község) en gemeente in het Hongaarse comitaat Komárom-Esztergom. Szomód telt 2044 inwoners (2001).

## Geschiedenis
In de 16e eeuw werd Szomód verwoest door de Turken en bleef het gebied rond het dorp ontvolkt achter. Pas vanaf de 18e eeuw kwamen er weer mensen wonen. Eerst waren dit Hervormde Hongaren, maar op uitnodiging van Graaf József Esterházy kwam er ook een grote groep Katholieke Duitsers(Uit Würtemberg) naar het dorp.

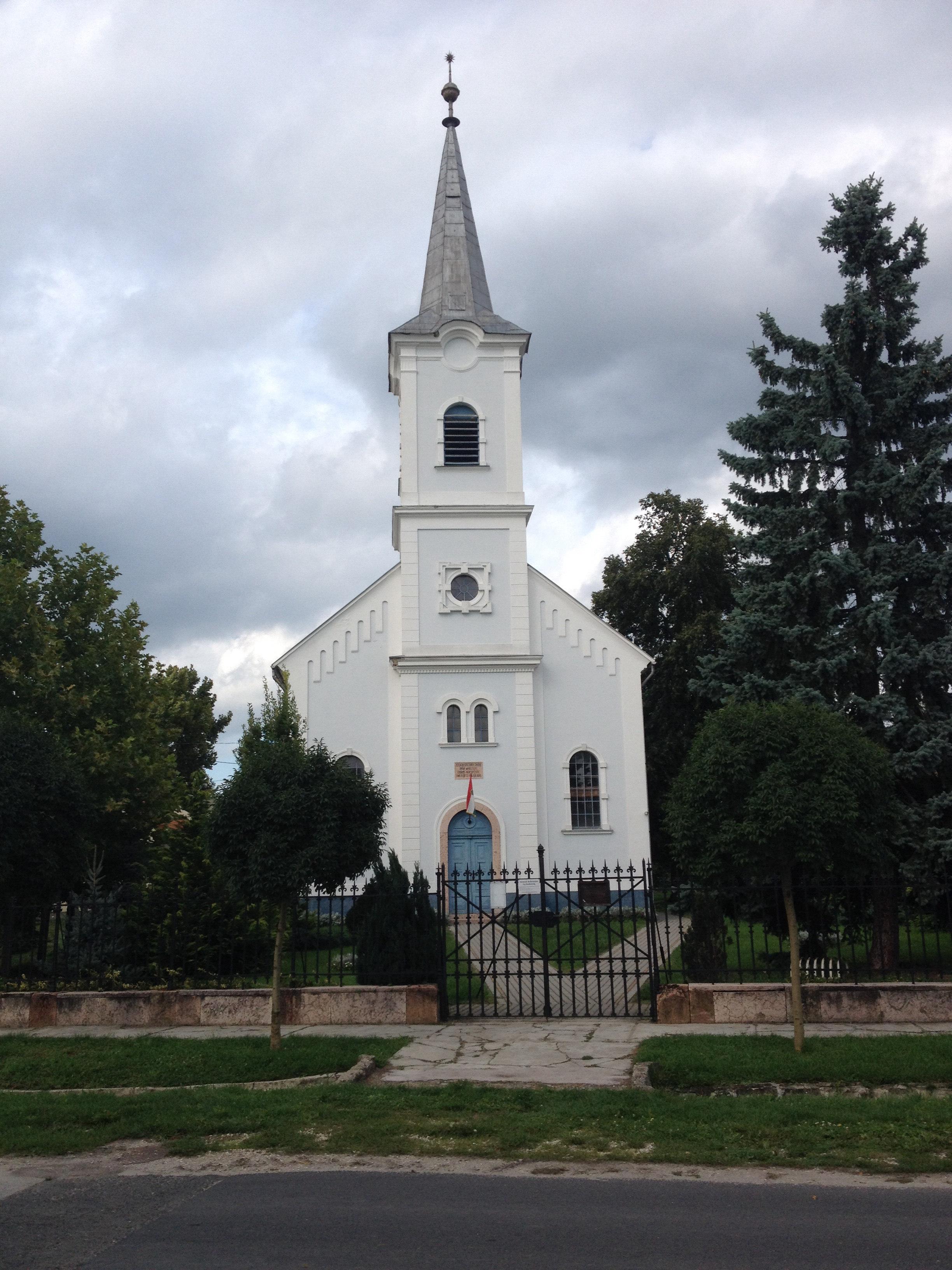
Gereformeerde kerk in Szomód